# Silvestre (1981)
Silvestre (portugiesisch für: Naturwild) ist ein Filmdrama des portugiesischen Regisseurs João César Monteiro aus dem Jahr 1981. Der Film gehört zu seiner Phase des Ethnologischen Films.
Es ist eine Adaption von zwei portugiesischen Märchen, zum einen das vermutlich aus den jüdischen Gemeinden der Iberischen Halbinsel des 15. Jahrhunderts stammende A Donzela que Vai à Guerra (dt.: Die junge Edelfrau zieht in den Krieg), und zum anderen die volkstümliche Erzählung A Mão do Finado (dt.: Die Hand des Geendeten) aus dem mündlich überlieferten Zyklus des Barba Azul.
Der Film markierte den Beginn der Schauspielkarriere von Maria de Medeiros, die hier gleich mit einer beachteten Hauptrolle ihren Einstieg feierte.

## Handlung

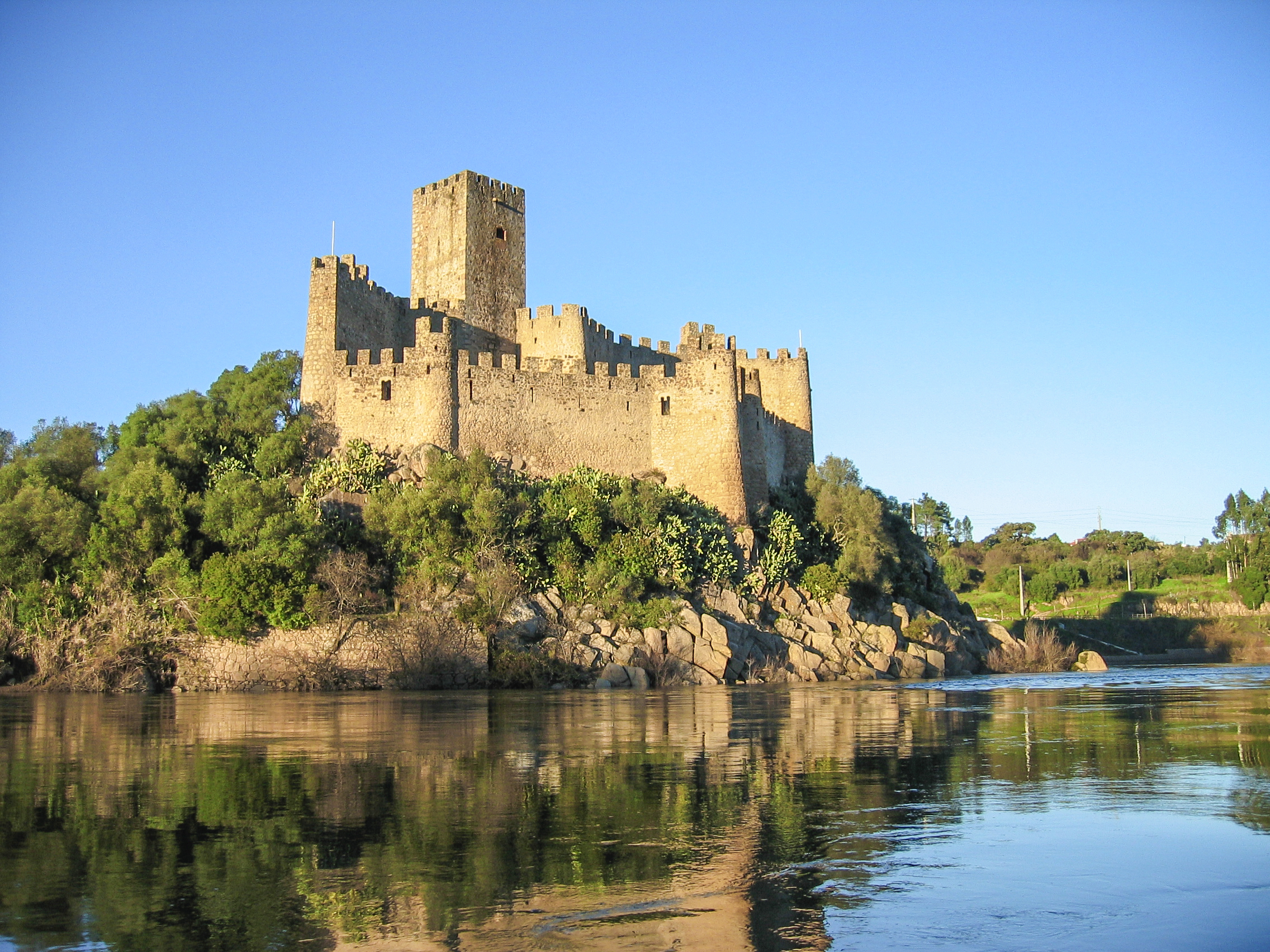
Die Burg Castelo de Almourol, einer der Drehorte des Films.

Der Edelmann Rodrigo hat zwei Töchter, die eheliche Sílvia, die er bevorzugt, und die uneheliche Susana, der er weniger zugetan ist. Er fühlt sich langsam alt und benötigt einen Stammhalter. Er verheiratet Sílvia mit seinem Nachbarn, dem adligen Dom Paio, um so seinen Besitz zu sichern und zu vergrößern. D. Paio ist wohlhabend, aber auch ein Frauenheld.
Nach einem kurzen Besuch bei D. Paio bricht Rodrigo dann zum Königshof auf, um den König zur Hochzeit einzuladen. Er ermahnt seine Töchter, während seiner Abwesenheit niemandem die Tür des Herrenhauses zu öffnen.
Eines Tages jedoch klopft ein Pilger an die Tür und bittet um Unterkunft. Entgegen der Anweisung des Vaters lässt Sílvia ihn hinein, um ihn zu beherbergen. Am Kaminfeuer schenkt dieser den beiden jungen Frauen je eine Orange. Susana isst ihre sofort auf, Sílvia jedoch tut nur so.
Als alle zu Bett gegangen sind, taucht der Pilger im Zimmer der beiden auf. Während Sílvia verängstigt so tut, als würde sie weiterschlafen, vergewaltigt er die von der Orange betäubte Susana.
Als der Pilger in einer Regenpause vor das Haus geht und in sein Horn bläst, schließt ihn Sílvia aus. Dieser fleht sie an, ihr die abgeschnittene Hand zu geben, die leuchtend auf dem Tisch liegt und angeblich heilig sei und von seinen Vorfahren stammt. Sílvia jedoch glaubt, die Hand sei des Teufels und verweigert sie ihm. Als er ihr verspricht, sie werde alles verstehen, wenn sie ihm die Hand gebe, willigt sie ein und bitte ihn, seine Hand durch die Tür zu stecken. Doch anstatt ihm die Hand auszuhändigen, schlägt sie ihm seine ausgestreckte Hand mit einem Schwert ab, und er flieht.
Als der Vater heimkehrt, verschweigen ihm die Töchter das Geschehene. Es kommt der Hochzeitstag und das Fest ist in vollem Gange, als ein Ritter das Bankett stört und um Sílvias Hand anhält. Von der nachdrücklichen Forderung überrumpelt, gibt Rodrigo nach, allerdings nur unter der Bedingung, dass der Ritter einen schrecklichen Drachen tötet. Der Ritter tötet den Drachen tatsächlich und nimmt Sílvia und ihre Schwester daraufhin in seine Burg mit. Dort gibt der Ritter sich als der frühere Pilger zu erkennen, zeigt ihr seine abgeschlagene Hand und will sie dafür töten. Daraufhin gibt sich Susana für ihre Schwester aus und ermöglicht ihr die Flucht. Als der Ritter den Betrug bemerkt, nimmt er die Verfolgung Sílvias auf. Diese jedoch hat inzwischen das Elternhaus erreicht, aber wird vom Hausverwalter Matías dort mit der Nachricht empfangen, dass ihr Vater während einer Jagdgesellschaft entführt worden sei. Matías bereitet die Befreiung Susanas vor, als diese plötzlich an der Haustür auftaucht.
Nun entschließt sich Sílvia zum Rachefeldzug gegen den Ritter. Susana versucht sie davon abzubringen, doch sie verkleidet sich als ein Ritter, versteckt jeden Hinweis auf ihre Weiblichkeit und nennt sich fortan Silvestre. So getarnt gelingt es ihr, sich den Befehligten des Offiziers anzuschließen, die sich auf die Suche nach dem Vater machen. Dabei schlägt sie sich trotz ihrer Jugend und ihrer Unerfahrenheit mit Bravour. Sie wird jedoch verletzt. Nun erkennt der Offizier ihre tatsächliche Identität, verliebt sich in sie und lässt sie an den Hof des Königs bringen.
Am Hof taucht dann ein Adliger auf, der behauptet, den Aufenthaltsort von Rodrigo zu kennen und verspricht, ihn gesund und frei wiederzubringen, wenn Sílvia ihn heiratet. Sie akzeptiert.
Während des Hochzeitsbanketts erst erkennt Sílvia dann, dass der Adlige in Wahrheit nur eine erneute Verkleidung des Pilgers und des Ritters ist. Sie enttarnt ihn und holt die Hand hervor, die sie aufbewahrte. Er will sie nun töten, doch wird er vom Offizier selbst getötet. Sílvia bleibt traurig zurück, zudem zerstreitet sich ihr Vater mit ihr und versöhnt sich dafür vollends mit Susana. Die Gesellschaft wirft den Leichnam des Bösewichts am Ende den Schweinen zum Fraß vor, während Sílvia jetzt allein mit dem Offizier in Richtung des Sternenhimmels aufbricht.

## Produktion und Rezeption
Der Film wurde 1980 und 1981 überwiegend in den Studios der Tóbis Portuguesa in Lissabon gedreht, mit einigen Außenaufnahmen u. a. in der Burg von Almourol (Castelo de Almourol). Produziert wurde er von der Filmproduktionsgesellschaft V. O. Filmes, mit finanzieller Unterstützung durch die Filmförderungsanstalt Instituto Português de Cinema (IPC, heute ICA).
Er feierte seine Premiere am 8. September 1981 bei den Filmfestspielen von Venedig, wo er für einen Goldenen Löwen nominiert war. Er lief auf weiteren Festivals, darunter die Semana Internacional de Cine de Valladolid 1981, wo er für eine Goldene Ähre nominiert war. In Portugal wurde er erstmals am 19. September 1981 beim internationalen Filmfestival von Figueira da Foz gezeigt, wo er auch ausgezeichnet wurde. Am 6. Mai 1982 startete er dann in den portugiesischen Kinos.
Silvestre erschien 2003 als DVD bei Lusomundo, allein und als Teil einer Werkschau-DVD-Box zum Werk Monteiros.